# Urville-Nacqueville
Urville-Nacqueville est une ancienne commune française du département de la Manche et de la région Normandie, peuplée de 1 958 habitants. Elle est issue de la fusion d'Urville-Hague et de Nacqueville, le 1er janvier 1964.
Depuis le 1er janvier 2017, elle fait partie de la nouvelle commune de La Hague et a le statut de commune déléguée.

## Géographie

### Localisation
La commune est située dans la Hague, au nord-ouest de la presqu'île du Cotentin.
Les communes limitrophes sont Gréville-Hague, Branville-Hague, Sainte-Croix-Hague, Cherbourg-en-Cotentin et Querqueville.

## Toponymie
Le toponyme est composé de deux noms en -ville au sens ancien de « domaine rural » (villa), précédé du nom du propriétaire selon le cas le plus fréquent.
- Urville (Urvilla vers 1160 - 1163) : homonymie avec Urville-Bocage et les autres Urville qui contiennent un nom de personne germanique, Uro est cité par Förstemann[1].
- Nacqueville (Nakevilla, Nachevilla, 1148) du nom de personne norrois Hnakki rapporté par Jean Adigard des Gautries[1] entre autres. Le surnom scandinave Hnakki signifie probablement « celui qui a un long ou large cou »[2].

Par ailleurs, il existe un nom de personne vieux norrois Ýr(r), prononcé « ur » [yr]

### Micro-toponymie
Les noms en Hameau sont des francisations de la forme normande Hamel et sont généralement suivis d'un nom de famille.
Plusieurs micro-toponymes de type scandinave subsistent sur le territoire environnant :
- Landemer, formation homonyme de Landemer dans le Val de Saire : de l'ancien scandinave Landamerki semblable au (vieil) islandais landamerki et anglais landmark « repère, jalon, amer »[4] ;
- Christo, graphie fantaisiste pour Cristot, homonyme des Cristot, Critot, Crestot et Crétot de Normandie, toponyme en -tot d'origine norroise ;
- Eudal (le Haut et le Bas) anciennement Usdal (1256), nom formé avec l'ancien scandinave dalr, accusatif dal « val, vallée » ;
- Les Houllegattes, nom d'un champ. Homonymie avec les nombreux Houlgate, Houllegate, Houlgatte de Normandie[5]. De l'ancien scandinave holr « creux » et gata « voie »[5]. Il a désigné plus spécifiquement des chemins en cavée, creux, dans la région[5].

## Histoire

### Protohistoire
Durant la Protohistoire, Urville-Nacqueville abritait un port en relation avec le sud de l'Angleterre. Des découvertes et des fouilles archéologiques ont permis de mettre au jour de nombreux éléments témoignant de ces premières relations transmanches, au pied du fort d'Urville et notamment, sous le sable de la plage de Nacqueville une trentaine de sépultures de La Tène, datées des années 80 av. J.-C.

### Moyen Âge
Les 18 juillet, il se tenait à Nacqueville une foire annuelle, dite foire de la Saint-Clair.

### Temps modernes
En 1522, des troupes anglaises débarquent à Landemer.
En 1567, Jehan Heuzey, sieur d'Urville, Gréville, du Val-Ferrant à Gréville et Durescu à Urville, est taxé pour ces fiefs de 26 livres dans le rôle des nobles et roturiers, au titre du ban et de l'arrière ban de la vicomté de Coutances, réalisé par Gilles Dancel, seigneur d'Audouville, lieutenant général du bailli de Cotentin, tenu à Coutances les 20-22 octobre. Le fief d'Urville, qui valait un quart de fief de haubert, relevait de la baronnie d'Orglandes, et, le fief de Durescu à Urville, qui valait un huitième de fief de haubert, était tenu du fief de Durescu à Gatteville. 
Le 7 août 1758, dans le cadre de la guerre de Sept Ans opposant la France à l'Angleterre et ses alliés, c'est à Urville que débarquent 7 000 Anglais avec 600 chevaux avant de dévaster Cherbourg.

### Époque contemporaine

#### XXesiècle
Urville fut une station balnéaire très prisée au début du XXe siècle ; la plage de Nacqueville devient la plage préférée des Cherbourgeois. De cette époque date le « Village normand », conçu en 1911 par René Levavasseur, architecte de la gare maritime de Cherbourg. Il a été détruit par les bombardements de juin 1944, comme de nombreuses villas construites sur la côte au hameau de Landemer.
Une de ces villas, dans la vallée du Hubiland, accueillit dans les années 1920, la famille du jeune Boris Vian, qui écrira plus tard « Landemer, ça s'appelait. Dix-sept habitants. On avait des petites baraques là-bas. [...] Un chouette merveilleux pays ».
En juin 1944, le bourg enregistre d'importants dégâts à la suite des bombardements. La commune est libérée le 28 juin et le Hameau-Nicolle, le lendemain, par le 47e régiment d'infanterie US.
En 1963, Urville-Hague (382 habitants en 1962) fusionne avec Nacqueville (470 habitants), au sud-est de son territoire.

## Politique et administration

### Liste des maires
| Période                                  | Période       | Identité                       | Étiquette | Qualité                     |
| ---------------------------------------- | ------------- | ------------------------------ | --------- | --------------------------- |
| Les données manquantes sont à compléter. |               |                                |           |                             |
| 1797                                     | 1799          | Jean Scelles                   |           |                             |
| 1799                                     | 1800          | Jean Louis Le Moigne           |           |                             |
| 1800                                     | 1800          | Jean Charles Lesdos            |           |                             |
| 1800                                     | 1803          | Jean Louis Le Moigne           |           |                             |
| 1803                                     | 1804          | Jacques Paris                  |           |                             |
| 1804                                     | 1815          | Jean Charles Lesdos            |           |                             |
| 1815                                     | 1830          | Charles Luc Folliot d'Urville  |           |                             |
| 1830                                     | 1837          | Jean Charles Lesdos            |           |                             |
| 1837                                     | 1841          | Jean Louis Lemoigne-La Rivière |           | Juge de paix                |
| 1841                                     | 1851          | Marin Aimable Canoville        |           |                             |
| 1851                                     | 1851          | Philippe Lesdos-Lavallée       |           |                             |
| 1852                                     | 1853          | Jean Louis Lemoigne-La Rivière |           | Juge de paix                |
| 1854                                     | octobre 1873  | Gustave Folliot d'Urville      |           | Militaire                   |
| 1874                                     | 1876          | Gustave Le Moigne-Dulongpré    |           | Propriétaire                |
| 1876                                     | 1877          | Louis Leroy                    |           |                             |
| 1878                                     | novembre 1878 | Gustave Le Moigne-Dulongpré    |           | Propriétaire                |
| 1879                                     | 1879          |                                |           |                             |
| 1880                                     | 1894          | Jean Lebarbenchon              |           | Cultivateur                 |
| 1894                                     | 1917          | Adolphe Lohier                 |           |                             |
| 1917                                     | 1919          | Louis Hue                      |           |                             |
| 1919                                     | 1921          | Léon Langlois                  |           |                             |
| 1921                                     | 1926          | Louis Bienvenu                 |           |                             |
| 1926                                     | 1935          | Léon Langlois                  |           |                             |
| 1935                                     | 1945          | Paul-Émile Paris               |           |                             |
| 1945                                     | mars 1959     | Marcel Bienvenu                |           | Cultivateur                 |
| mars 1959                                | décembre 1963 | Jean Moutin                    |           | Chef de travaux à la Marine |

| Période                                  | Période      | Identité                 | Étiquette | Qualité |
| ---------------------------------------- | ------------ | ------------------------ | --------- | --- |
| Les données manquantes sont à compléter. |              |                          |           | |
| 1858                                     | mars 1861    | Jean-Baptiste Belhôte    |           | |
| 1861                                     | 1873         | Hippolyte de Tocqueville |           | Châtelain Sénateur inamovible (1875 → 1877) Député de la Manche (1871 → 1876) Conseiller général de Beaumont-Hague (1848 → 1877) |
| 1874                                     | 1874         | Étienne Liot             |           | |
| 1874                                     | 1876         | Charles Grisel           |           | |
| 1877                                     | 1877         | François Faniant         |           | |
| 1878                                     | février 1886 | Jean Leroy               |           | |
| 1886                                     | 1900         | Auguste Leroy            |           | |
| 1900                                     | 1912         | Pierre Henry             |           | |
| 1912                                     | 1919         | Bienaimé Hamel           |           | |
| 1919                                     | 1929         | François Leroy           |           | |
| 1929                                     | 1954         | Jean Leroy               |           | |
| 1954                                     | 1959         | Eugène Morange           |           | |
| 1959                                     | 1964         | Jean Moutin              |           | |

| Période      | Période       | Identité      | Étiquette | Qualité |
| ------------ | ------------- | ------------- | --------- | --- |
| janvier 1964 | mars 1977     | Jean Moutin   |           | |
| mars 1977    | mars 2001     | Guy Odilon    |           | Retraité de la Cogema |
| mars 2001    | décembre 2016 | Yveline Druez | PS-DVG    | Conseillère technique Jeunesse et sports Conseillère départementale de la Hague (2015 → 2021) Vice-présidente de la CC de la Hague |

Le conseil municipal était composé de dix-neuf membres dont le maire et cinq adjoints.
| Période      | Période      | Identité                   | Étiquette | Qualité |
| ------------ | ------------ | -------------------------- | --------- | --- |
| janvier 2017 | juillet 2020 | Yveline Druez              | PS        | Conseillère technique Jeunesse et sports Conseillère départementale de la Hague (2015 → 2021) 3e vice-présidente de la CA du Cotentin (2017 → 2020) Maire de La Hague (2017 → 2020) |
| juillet 2020 | En cours     | Thérèse Leseigneur-Courval |           | Journaliste retraitée |

## Population et société
Les habitants de la commune sont appelés les Urvillo-Nacquevillais.

### Démographie
L'évolution du nombre d'habitants est connue à travers les recensements de la population effectués dans la commune depuis 1793. À partir du 1er janvier 2009, les populations légales des communes sont publiées annuellement dans le cadre d'un recensement qui repose désormais sur une collecte d'information annuelle, concernant successivement tous les territoires communaux au cours d'une période de cinq ans. 
Pour les communes de moins de 10 000 habitants, une enquête de recensement portant sur toute la population est réalisée tous les cinq ans, les populations légales des années intermédiaires étant quant à elles estimées par interpolation ou extrapolation. Pour la commune, le premier recensement exhaustif entrant dans le cadre du nouveau dispositif a été réalisé en 2005,.
En 2021, la commune comptait 1 958 habitants, en évolution de −9,69 % par rapport à 2015 (Manche : +0,44 %, France hors Mayotte : +2,49 %).
| 1793 | 1800 | 1806 | 1821 | 1831 | 1836 | 1841 | 1846 | 1851 |
| ---- | ---- | ---- | ---- | ---- | ---- | ---- | ---- | ---- |
| 440  | 375  | 472  | 503  | 483  | 442  | 416  | 370  | 466  |

| 1856 | 1861 | 1866 | 1872 | 1876 | 1881 | 1886 | 1891 | 1896 |
| ---- | ---- | ---- | ---- | ---- | ---- | ---- | ---- | ---- |
| 396  | 372  | 365  | 340  | 334  | 312  | 293  | 352  | 296  |

| 1901 | 1906 | 1911 | 1921 | 1926 | 1931 | 1936 | 1946 | 1954 |
| ---- | ---- | ---- | ---- | ---- | ---- | ---- | ---- | ---- |
| 299  | 291  | 323  | 272  | 299  | 283  | 294  | 317  | 355  |

| 1962 | 1968 | 1975 | 1982  | 1990  | 1999  | 2005  | 2010  | 2015  |
| ---- | ---- | ---- | ----- | ----- | ----- | ----- | ----- | ----- |
| 382  | 867  | 941  | 1 245 | 2 109 | 2 227 | 2 245 | 2 183 | 2 168 |

| 2018  | - | - | - | - | - | - | - | - |
| ----- | - | - | - | - | - | - | - | - |
| 2 067 | - | - | - | - | - | - | - | - |

| 1793 | 1800 | 1806 | 1821 | 1831 | 1836 | 1841 | 1846 | 1851 |
| ---- | ---- | ---- | ---- | ---- | ---- | ---- | ---- | ---- |
| 629  | 549  | 677  | 627  | 638  | 633  | 552  | 501  | 511  |

| 1856 | 1861 | 1866 | 1872 | 1876 | 1881 | 1886 | 1891 | 1896 |
| ---- | ---- | ---- | ---- | ---- | ---- | ---- | ---- | ---- |
| 511  | 502  | 503  | 442  | 506  | 445  | 446  | 469  | 453  |

| 1901 | 1906 | 1911 | 1921 | 1926 | 1931 | 1936 | 1946 | 1954 |
| ---- | ---- | ---- | ---- | ---- | ---- | ---- | ---- | ---- |
| 424  | 485  | 446  | 434  | 433  | 445  | 443  | 334  | 473  |

| 1962 | - | - | - | - | - | - | - | - |
| ---- | - | - | - | - | - | - | - | - |
| 470  | - | - | - | - | - | - | - | - |

### Sports et loisirs
Le Stade d'Urville-Nacqueville fait évoluer deux équipes de football en divisions de district.

## Culture locale et patrimoine

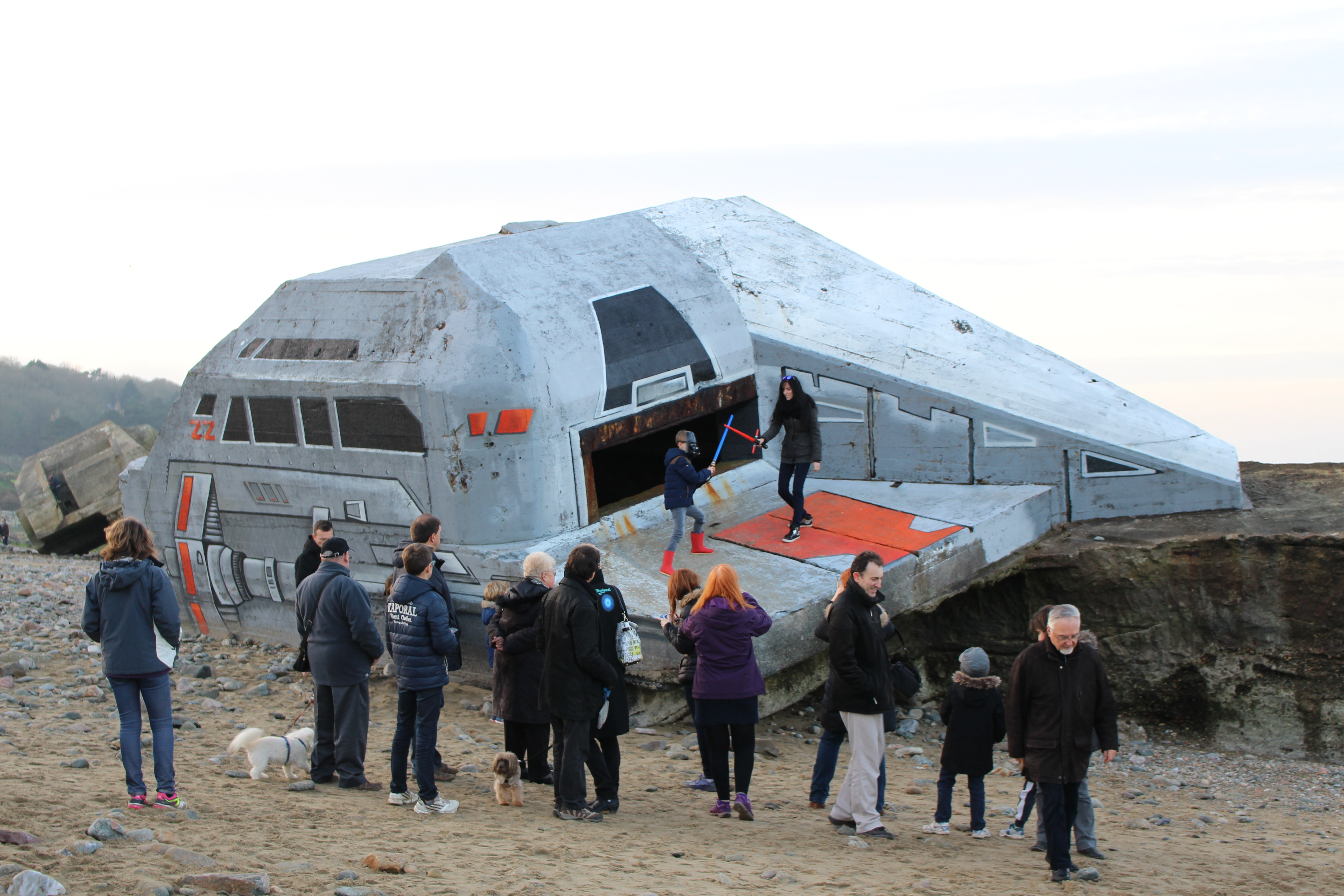
Blockhaus sur la plage graphé par Baby K en vaisseau Star War (2016).

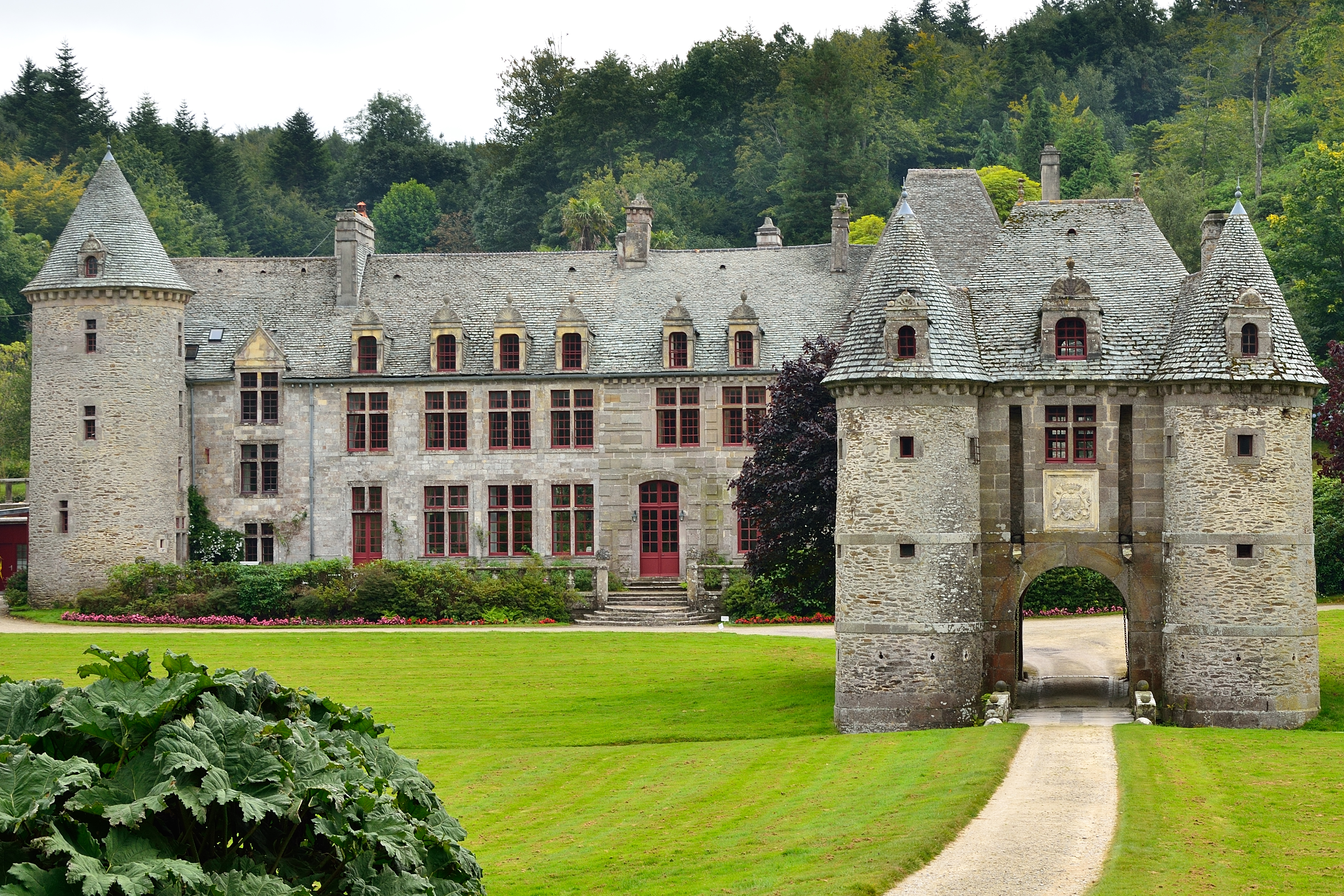
Le château de Nacqueville.

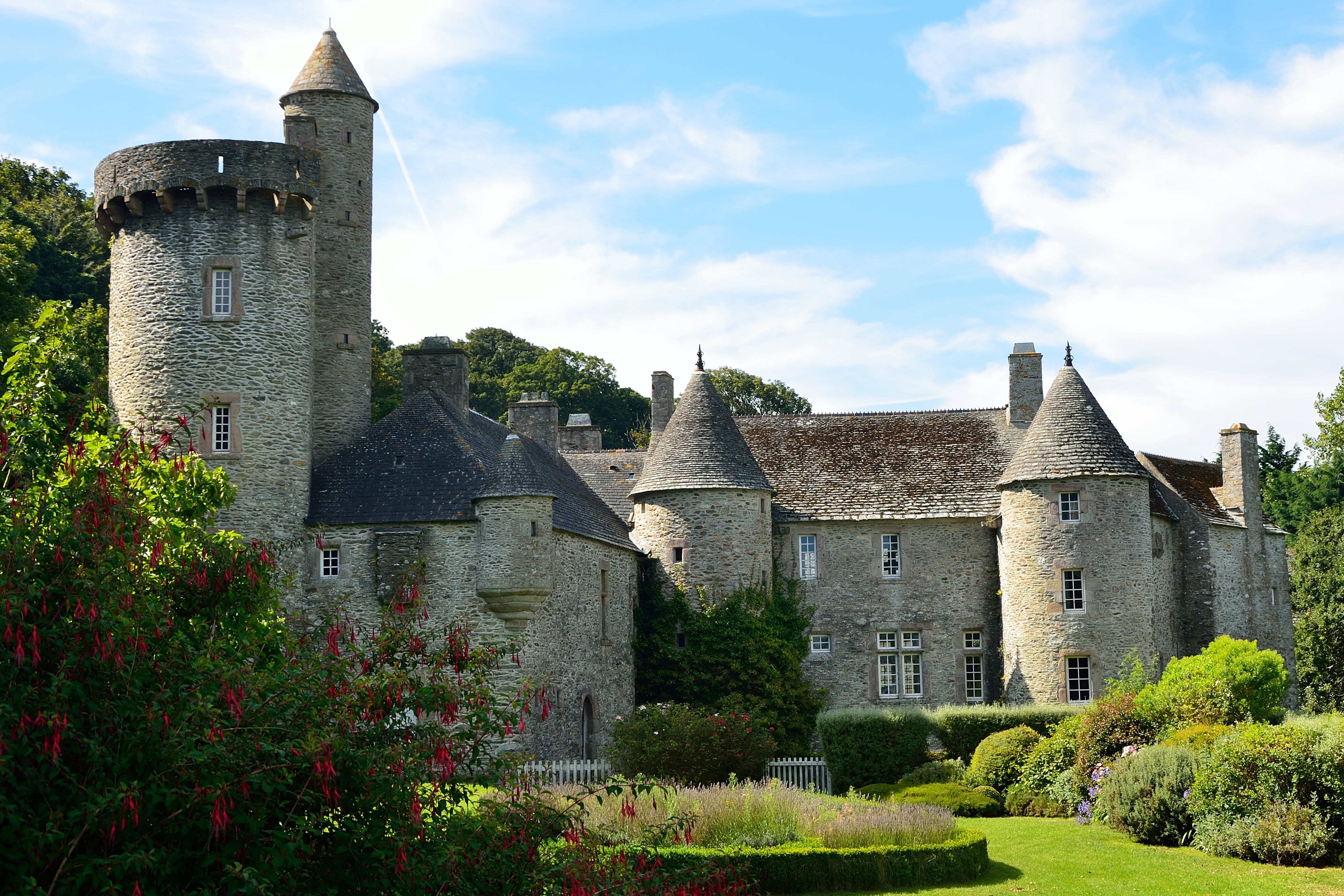
Le manoir de Dur-Écu.

### Lieux et monuments

#### L'église d'Urville-Nacqueville
La construction de l'église d'Urville-Nacqueville commence en 1958, après la pose de la première pierre le 6 octobre, en remplacement des deux églises détruites à l'occasion des opérations militaires de la Libération.
En 1944, chacune des deux communes possédait son église. Celle de Nacqueville, en haut de la colline, fut dynamitée par les Allemands dans les premiers jours du mois de juin 1944, en représailles après de sévères bombardements anglais visant à détruire les installations de radars situées à deux pas de l'édifice. Très repérable, avec son clocher élancé, cette église de style néogothique avait été construite en 1904 par le châtelain de l'époque, Hildevert Hersent, qui en fit don à la commune.
La nef et le chœur de l'église d'Urville-Hague du XIXe siècle (1812), dédiée à saint Martin, déjà très ébranlés par les bombardements, s'écroulèrent au passage des chars américains. Il n'en subsiste, en bordure du CD 45, en direction de Landermer, que le clocher-porche avec au-dessus un bas-relief la charité de saint Martin.
Si les deux communes comportent de nombreux villages excentrés, Urville-Hague et Nacqueville forment en pied de coteau une agglomération mitoyenne. Dès que la région fut libérée, un accord entre la préfecture et l'évêché décide de fusionner les deux paroisses et de ne reconstruire qu'une seule église pour les deux communes. Quelques années plus tard, ces deux collectivités fusionneront elles aussi.
L'édifice actuel est l'œuvre de François Champart (Romilly-sur-Seine, 1912 - Paris 6e, 1997). L'architecte a voulu reprendre avec les possibilités des techniques contemporaines, les formes trapues des vieilles églises de La Hague. Les matériaux, pierres apparentes, couvertures en schiste, concourent à rappeler les édifices traditionnels de la région. Sur le parvis, on remarque le baptistère en forme de pigeonnier, abritant les fonts baptismaux de l'ancienne église d'Urville (XVIIIe), placé comme un exonarthex avec un cheminement (la couverture en a été enlevée) prévu pour accueillir le nouveau baptisé directement dans la chapelle de la Vierge. Ce vaste parvis introduit le visiteur sous un porche généreux qui mène dans une nef ample, elle-même emportant le regard vers les piliers du clocher encadrant l'autel principal. Au-dessus du porche, on peut lire Ut omnes ununt sint, sicut tu Pater in me et ego in te : « Que tous soient uns, comme toi, Père tu es en moi et moi en toi » (Évangile de Jean 17, 21). Allusion à la devise de Mgr Guyot, évêque de Coutances à l'époque : Ut sint unum : « qu'ils soient un ». La première eucharistie y fut célébrée le 1er novembre 1960. La consécration de l'autel et la bénédiction de l'église eurent lieu le 6 août 1961. Elle est aujourd'hui rattachée à la nouvelle paroisse Saint-Clair du doyenné de Cherbourg-Hague.

##### Les vitraux
Posés en 1960, les vitraux sont l'œuvre d'Henri Martin-Granel, maître verrier, ami de l'architecte François Champart. Une réalisation selon la technique de la dalle de verre alors très en vogue au milieu du XXe siècle.
L'architecte et le maître verrier ont cherché à donner de l'importance au chœur de l'église, par rapport à la nef, ce qui explique les coloris beaucoup plus chauds des verrières du chœur où dominent surtout le rouge et l'or.
Les vitraux de la nef, plus pâles pour laisser passer la lumière, ce qui ne les empêche pas cependant d'avoir l'élan de ceux du chœur. Leurs couleurs alternent : fonds jaunes et fonds verts. En plus de la signification expliquée plus loin, l'artiste a voulu figurer les pommiers de Normandie dans la succession des saisons.

###### Signification
La verrière au-dessus du portail, les claustras, donnent tout son éclat au soleil couchant. Les trois vitraux du sanctuaire, derrière le maître autel, représentent les saints patrons de la paroisse : la Vierge Marie, assise sur son trône de gloire, présente son fils Jésus, représenté en noir, allusion possible aux liens qu'entretint le maître verrier avec l'Afrique. Mais aussi, pour signifier que le Christ est le sauveur de toute l'humanité. Notre-Dame est en effet la patronne principale de la nouvelle paroisse d'Urville-Nacqueville. Côté évangile, saint Laurent, patron de l'ancienne paroisse de Nacqueville, attaché à son gril. Sa tête exprime la douleur, tandis que ses mains en prière traduisent la confiance. Côté épître, saint Martin, patron de l'ancienne paroisse d'Urville-Hague, coupe avec son épée un pan de son manteau dont il couvrira le pauvre.
Dans la chapelle de la Vierge, à droite en entrant, on admire l'éclat, surtout au soleil du matin, du vitrail de la Sainte Vierge. Il représente Jessé couché, en songe, et la Vierge Marie issue de la descendance de David. C'est l'Arbre de Jessé dont parle Isaïe (11,1), thème souvent traité dans l'iconographie religieuse. Une illustration de la généalogie du Christ descendant par la Vierge de la royauté de David et donc de l'Ancien Testament. Comme dans les représentations du Moyen Âge, l'artiste a figuré l'arbre et les rameaux qui continuent dans les vitraux des redans de la nef et conduisent à la Vierge et à son Fils représentés là-haut dans le vitrail du sanctuaire.
Enfin un dernier petit vitrail, près de l'escalier de la tribune, représente un poisson au milieu des vagues. Allusion au mot grec « icthus » qui signifie « poisson ». Les lettres de ce mot sont les initiales en grec de « Jésus-Christ, Fils de Dieu, Sauveur ». Les premiers chrétiens se servaient de ce signe pour se reconnaître.
Deux vitraux, côté épître, sont au sud dans le sanctuaire. L'un, à gauche, représente les armoiries du pape de l'époque, Jean XXIII. L'autre à droite, celles de Mgr Guyot, évêque du diocèse jusqu'en 1966. C'était une façon de situer dans le temps la construction de l'église pour les générations à venir.
Les visiteurs de l'église notent souvent l'intérêt des vitraux qui réchauffent et tempèrent la sévérité des matériaux de l'ensemble de l'édifice. Ils participent, un peu à la manière des vitraux des grandes cathédrales du Moyen Âge, à la formation du visiteur.
Également notables : 
- la statue de la Vierge (1962), œuvre de Ferdinand Parpan (1902-2004) ;
- le grand crucifix, dû à François-Armand Fréret, provient de la perque de l'église d'Urville-Hague. Il est actuellement placé dans la chapelle de Nacqueville-Haut ;
- la porte du tabernacle représentant le sacrifice d'Isaac. La Tradition y a vu une préfiguration du sacrifice du Christ. Bas-relief du XVIIe siècle (le décor de l'autel caractérise cette époque). On y retrouve encore le maniérisme de la Renaissance. Don d'une famille qui en ignore la provenance ;
- le grand lutrin est un don de l'architecte : origine espagnole. L'aigle est une représentation symbolique de l'évangéliste saint Jean. Allusion à l'aigle au début du livre de l'Apocalypse.

#### Autres monuments sur la commune

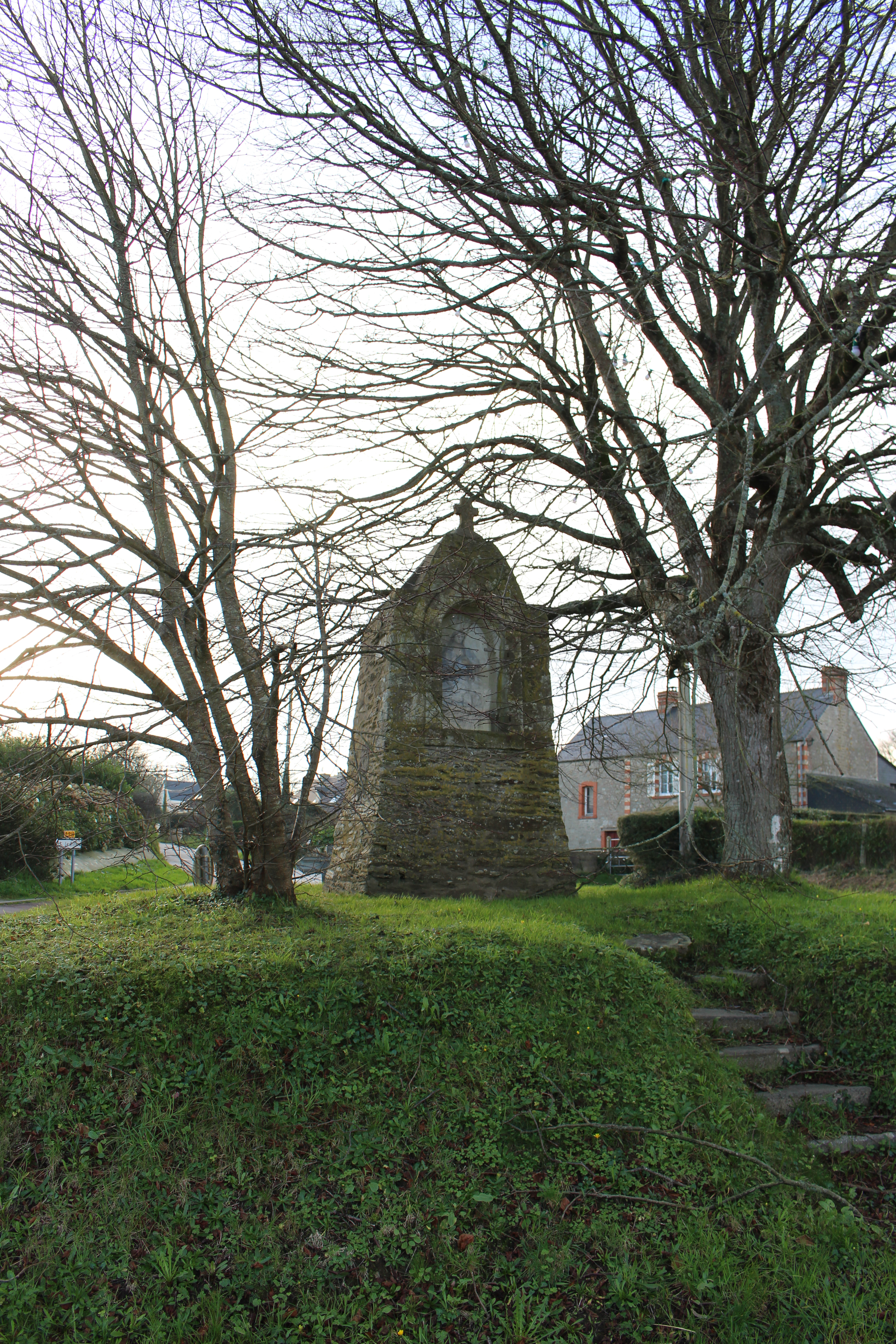
L'oratoire Sainte-Barbe.

- Château de Nacqueville du XVIe siècle (1510), remanié au XIXe siècle, et son parc créé en 1830, sont inscrits au titre des monuments historiques par arrêté du 20 novembre 1992, la porte à pont-levis et ses deux tours par arrêté du 16 mai 1944[28].
- Manoir de Dur-Écu des XVIe – XXe siècles, restauré après 1944, et son pigeonnier, partiellement inscrit au titre des monuments historiques par arrêté du 30 décembre 1982[29]. Il se présente sous la forme d'un logis avec deux tours d'angle et un donjon à mâchicoulis.

Il fut, entre autres, la possession de Thomas de Lesdo (XVIe-XVIIe) sieur de la Rivière et de Durécu et bailli de Cherbourg, fidèle d'Henri IV.
- Château de Fourneville. Celui-ci sera occupé par des éléments Anglais, débarqués près de Cherbourg le 7 août 1758[Note 6]. Ceux-ci si installent, vident les caves et y prennent leur aise[31].
- Manoir de Grosmont du XVIIe siècle.
- Maison d'Urville du XVIIIe siècle (1774).
- Fort de Nacqueville-Bas du XVIIIe siècle.
- Fort d'Urville.
- Plage et ses villas de bord de mer. En 1906, Alexandre Fontanes[32], Cherbourgeois devenu directeur du théâtre du Châtelet, construit plusieurs villas en bord de plage (villa Le Châtelet), alors que La Mailleraie accueillit l'infante Eulalie d'Espagne, femme écrivain cultivée, libérale et féministe.
- Villa de la Roche d'Airel, construite par René Levavasseur, surplombant la route de Landemer.
- Plage d'Urville-Nacqueville bien connue des windsurfeurs pour ses vents et ses vagues de qualité. Les finales des compétitions « Rip Curl Funboard Tour » s'y disputaient conjointement avec Siouville-Hague.
- Chapelle à Nacqueville-Haut. Bâtie sur la colline, à l'emplacement de l'ancienne église paroissiale de Nacqueville dont elle constitue le mémorial, elle est l'œuvre des architectes régionaux Levavasseur et Lebreton. Inaugurée en 1965, elle est utilisée de temps à autre. Le 10 août 1902, financée par Hildevert Hersent, est posée la première pierre d'une nouvelle église néogothique, surnommé « église Hersent », longue de 36 mètres et d'une flèche de 28 mètres, en remplacement de l'église primitive avec son clocher en bâtière. Œuvre de l'architecte cherbourgeois René Lévesque elle sera détruite le 4 juin 1944[33].
- Oratoire Sainte-Barbe, matérialisé par une statue de sainte Barbe en pierre polychrome du XVIIIe siècle (1748). Il est situé sur un tertre, près du village d'Eudal, sur la route de Sainte-Croix. Venu de l'Orient chrétien, de la Turquie principalement, le culte à sainte Barbe s'est beaucoup répandu en Occident. Quelquefois représentée avec la palme des martyres, on la voit le plus souvent adossée à une tour, le lieu de sa captivité selon la légende. Une tour à trois fenêtres, car Barbe (Barbara en latin) fut soutenue par les trois vertus théologales : la foi, l'espérance et la charité.
- Chapelle Saint-Clair du XIIIe siècle (1231), au-dessus du village de la Rivière, vers Querqueville. Il s'agit d'un petit édifice blotti au bas de la « cavée » (chemin creux), au pied de grands pins. La revue « L'Art sacré » l'a choisie comme exemple d'un édifice religieux particulièrement bien intégré au site. Aujourd'hui fermée par des grilles, elle attend une hypothétique restauration pour une destination à trouver.
- Croix à Nicolle.
- Plusieurs lavoirs.
- Bois du Château de Nacqueville.

### Personnalités liées à la commune
- Hippolyte Clérel de Tocqueville, propriétaire du château de Nacqueville, est enterré avec son épouse dans une chapelle funéraire dans la partie droite du cimetière[33].
- Hildevert Hersent (1827-1903), à l'initiative de la construction de l'« église Hersent » (détruite le 4 juin 1944), propriétaire du château de Nacqueville, est enterré ainsi que sa fille morte en couches, dans une chapelle funéraire qui porte les initiales « H H », située à gauche dans le cimetière autour de la chapelle qui a remplacé l'église détruite[33].
- François La Vieille (Urville-Hague, 1829 - 1886), homme politique.
- Mademoiselle Dudlay (1858-1934), comédienne, résidente secondaire au hameau de Landemer (villa Capel-Marie).
- Côtis-Capel, pseudonyme littéraire d'Albert Lohier (Urville-Hague, 1915 - 1986), écrivain et prêtre normand.
- Boris Vian (1920-1959), écrivain, a passé ses vacances au hameau de Landemer, qu'il décrira dans L'Arrache-cœur. La maison aujourd'hui en ruine se situe dans le premier virage avant Landemer, à gauche, un petit chemin mène aux ruines.

### Héraldique
| Blason de Urville-Nacqueville | Blason  | De gueules au léopard d'or armé et lampassé du champ, surmonté de deux lettres U et N capitales gothiques aussi d'or. |
| Blason de Urville-Nacqueville | Détails | Le léopard d'or sur champ de gueules rappelle les armes de la Normandie.                                              |